# Gare de Fort-l’Écluse-Collonges
Gare de Fort-l'Écluse-Collonges – stacja kolejowa w Collonges, w departamencie Ain, w regionie Owernia-Rodan-Alpy, we Francji.
Jest stacją Société nationale des chemins de fer français (SNCF), obsługiwaną przez pociągi TER Rhône-Alpes.